# Corredor Netzarim

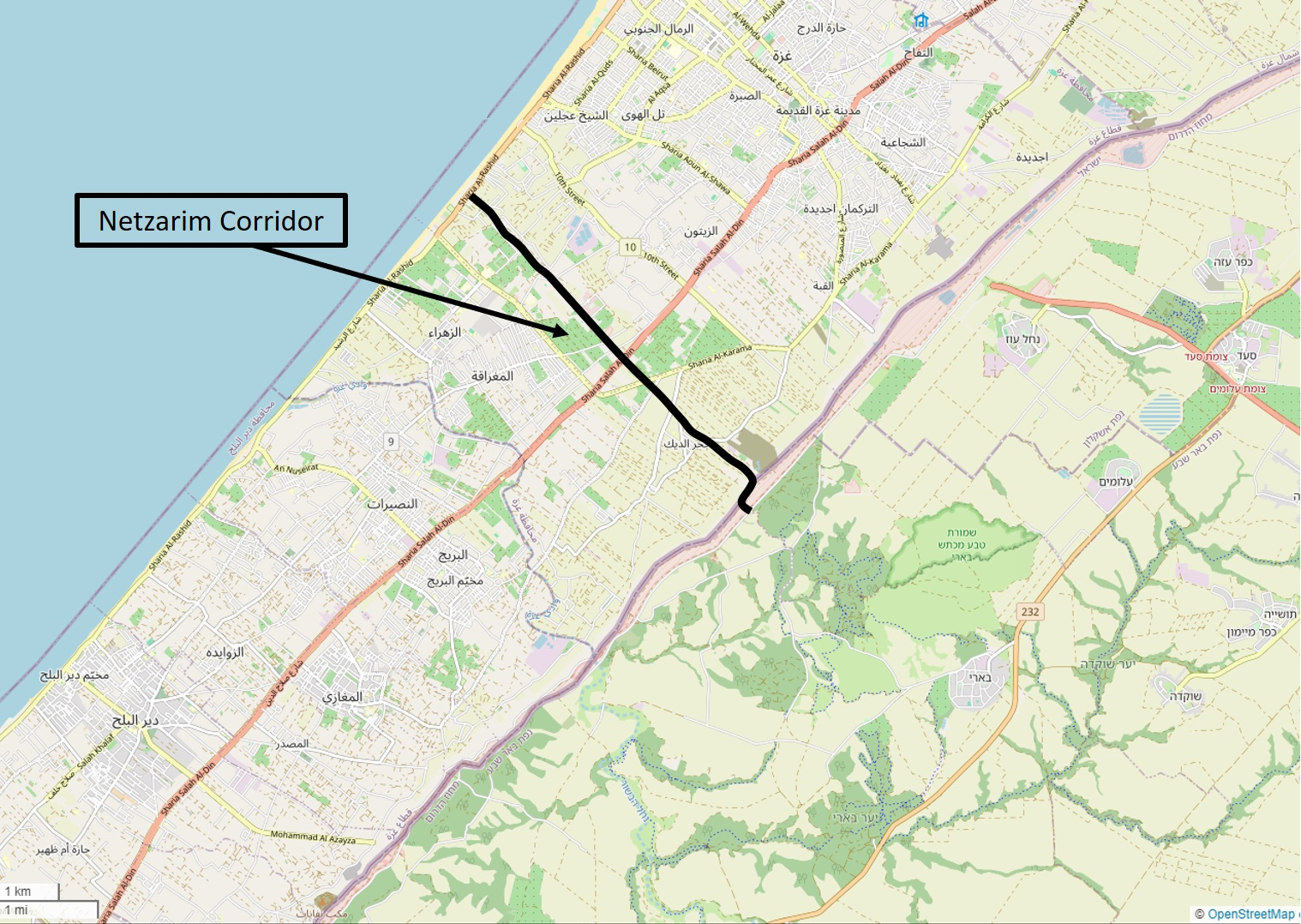
Mapa do Corredor Netzarim entre a Barreira Israel-Gaza e o Mar Mediterrâneo

Corredor Netzarim é uma área na Faixa de Gaza que serviu como zona de ocupação militar israelense durante a Guerra de Gaza. O corredor, que divide a Faixa de Gaza ao meio, está localizado ao sul da Cidade de Gaza e se estende da fronteira Gaza-Israel até o Mar Mediterrâneo.
As Forças de Defesa de Israel (FDI) consideram este corredor essencial para a realização de ataques no norte e centro de Gaza, bem como para canalizar de forma segura a ajuda para a região. O corredor era administrado por divisões das FDI que se revezavam dentro e fora dele, particularmente a 99ª Divisão e a 252ª Divisão.
Após um cessar-fogo com o Hamas que entrou em vigor em 19 de janeiro de 2025, Israel retirou-se de partes do corredor em 27 de janeiro. Israel retirou completamente as suas tropas do corredor em 9 de fevereiro de 2025. Grandes multidões de deslocados de Gaza puderam então atravessar e regressar às suas casas no norte da Faixa de Gaza. No entanto, as FDI regressaram ao corredor em 19 de março, após o cessar-fogo ter sido quebrado.
Netzarim foi um assentamento israelita na Faixa de Gaza que foi construído em 1972 e desmantelado em 2005 durante a retirada israelense do território. As FDI capturaram o local do antigo assentamento durante a Guerra de Gaza de 2008-2009, que terminou com um cessar-fogo e a retirada israelense da Faixa. As FDI deram ao atual corredor o nome de Netzarim, uma vez que inclui o local do antigo assentamento.